# クリチバ
クリチバ（ポルトガル語: Curitiba、ポルトガル語発音: [kuɾiˈtʃibɐ]）は、ブラジル南部に位置する都市で、パラナ州の州都。
17世紀にパラナ地方において植民都市として築かれたことを起源とする。標高およそ940mという州内でも有数の高地に位置する。2021年現在の人口は約196万人であり、同国第8位の規模である。また、南部地域最大の都市である。約100km東にブラジル有数の港湾都市であるパラナグアがある。
住人の呼称や「クリチバの～」を意味するポルトガル語は「クリチバーノ (curitibano)」、女性形は「クリチバーナ (curitibana)」。

## 都市データ
ブラジル地理統計院（IBGE）による調査に基づく（いずれも市内のみについてのデータ）
- 人口： 1,948,626人（2020年度）
- 面積： 430.9km2
- 標高： 平均934m

## 気候
ケッペンの気候区分では西岸海洋性気候（Cfb）に属する。夏の平均気温は摂氏21度、冬は13度。
| クリチバ (1961–1990年)の気候                                     | クリチバ (1961–1990年)の気候 | クリチバ (1961–1990年)の気候 | クリチバ (1961–1990年)の気候 | クリチバ (1961–1990年)の気候 | クリチバ (1961–1990年)の気候 | クリチバ (1961–1990年)の気候 | クリチバ (1961–1990年)の気候 | クリチバ (1961–1990年)の気候 | クリチバ (1961–1990年)の気候 | クリチバ (1961–1990年)の気候 | クリチバ (1961–1990年)の気候 | クリチバ (1961–1990年)の気候 | クリチバ (1961–1990年)の気候 |
| 月                                                               | 1月                          | 2月                          | 3月                          | 4月                          | 5月                          | 6月                          | 7月                          | 8月                          | 9月                          | 10月                         | 11月                         | 12月                         | 年                           |
| ---------------------------------------------------------------- | ---------------------------- | ---------------------------- | ---------------------------- | ---------------------------- | ---------------------------- | ---------------------------- | ---------------------------- | ---------------------------- | ---------------------------- | ---------------------------- | ---------------------------- | ---------------------------- | ---------------------------- |
| 最高気温記録 °C （°F）                                           | 34.1 (93.4)                  | 34.8 (94.6)                  | 33.5 (92.3)                  | 30.3 (86.5)                  | 28.3 (82.9)                  | 28.2 (82.8)                  | 27.8 (82)                    | 30.6 (87.1)                  | 32.8 (91)                    | 32.8 (91)                    | 34.0 (93.2)                  | 33.1 (91.6)                  | 34.8 (94.6)                  |
| 平均最高気温 °C （°F）                                           | 25.6 (78.1)                  | 25.8 (78.4)                  | 24.9 (76.8)                  | 22.3 (72.1)                  | 21.1 (70)                    | 18.3 (64.9)                  | 19.4 (66.9)                  | 20.9 (69.6)                  | 21.3 (70.3)                  | 22.6 (72.7)                  | 24.5 (76.1)                  | 25.4 (77.7)                  | 22.7 (72.9)                  |
| 日平均気温 °C （°F）                                             | 19.6 (67.3)                  | 19.9 (67.8)                  | 19.0 (66.2)                  | 16.7 (62.1)                  | 14.6 (58.3)                  | 12.2 (54)                    | 12.8 (55)                    | 14.0 (57.2)                  | 15.0 (59)                    | 16.5 (61.7)                  | 18.2 (64.8)                  | 19.3 (66.7)                  | 16.5 (61.7)                  |
| 平均最低気温 °C （°F）                                           | 15.8 (60.4)                  | 16.3 (61.3)                  | 15.4 (59.7)                  | 12.8 (55)                    | 10.2 (50.4)                  | 7.8 (46)                     | 8.1 (46.6)                   | 9.2 (48.6)                   | 10.8 (51.4)                  | 12.5 (54.5)                  | 14.0 (57.2)                  | 15.4 (59.7)                  | 12.4 (54.3)                  |
| 最低気温記録 °C （°F）                                           | 8.2 (46.8)                   | 6.8 (44.2)                   | 3.9 (39)                     | −4.0 (24.8)                  | −2.3 (27.9)                  | −4.0 (24.8)                  | −5.2 (22.6)                  | −5.2 (22.6)                  | −5.4 (22.3)                  | −1.5 (29.3)                  | −0.9 (30.4)                  | 3.6 (38.5)                   | −5.4 (22.3)                  |
| 降水量 mm （inch）                                               | 165.0 (6.496)                | 142.1 (5.594)                | 126.6 (4.984)                | 90.0 (3.543)                 | 99.2 (3.906)                 | 98.1 (3.862)                 | 89.0 (3.504)                 | 74.5 (2.933)                 | 115.4 (4.543)                | 134.2 (5.283)                | 123.8 (4.874)                | 150.1 (5.909)                | 1,408 (55.433)               |
| 平均降水日数 （≥0.1 mm）                                         | 17                           | 15                           | 16                           | 14                           | 14                           | 12                           | 12                           | 10                           | 12                           | 13                           | 13                           | 16                           | 164                          |
| % 湿度                                                           | 79                           | 80                           | 80                           | 79                           | 82                           | 76                           | 81                           | 79                           | 82                           | 82                           | 80                           | 82                           | 80                           |
| 平均月間日照時間                                                 | 159.8                        | 135.0                        | 142.0                        | 137.2                        | 152.2                        | 129.7                        | 147.6                        | 148.3                        | 122.1                        | 137.2                        | 152.2                        | 150.9                        | 1,714.2                      |
| 出典1：World Meteorological Organization NOAA (sun and humidity) |                              |                              |                              |                              |                              |                              |                              |                              |                              |                              |                              |                              |                              |
| 出典2：Weatherbase (record highs and lows)                       |                              |                              |                              |                              |                              |                              |                              |                              |                              |                              |                              |                              |                              |

## 歴史

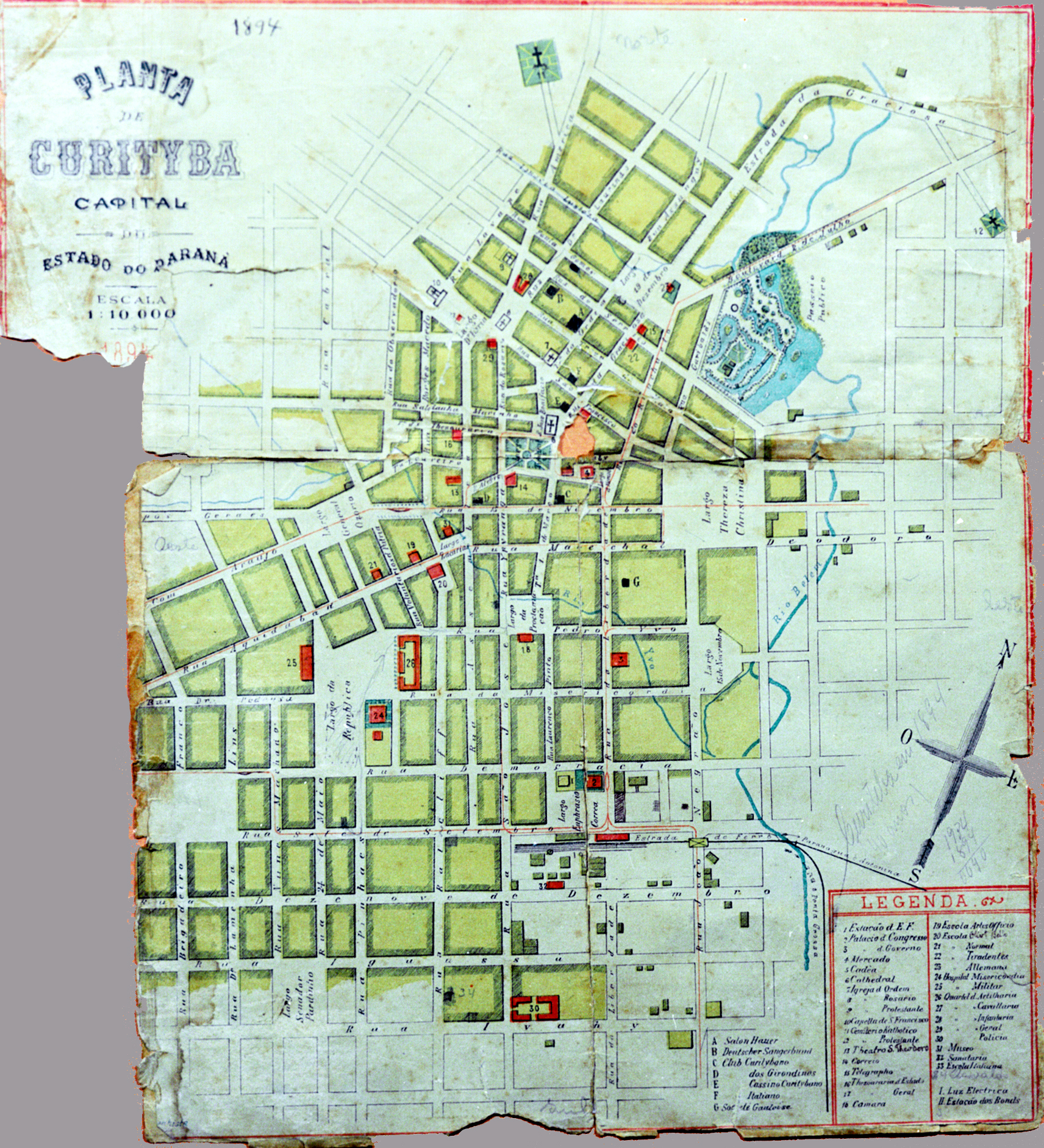
1894年のクリチバの地図

クリチバの歴史は、1630年頃に金鉱を求めて周辺で始められた入植にその起源が求められる。徐々に村落を形成し、1693年3月29日に村として認められ、パラナマツ（Araucaria angustifolia）の広大な林を有していたことから、ノッサ・セニョーラ・ダ・ルース・ドス・ピニャイス（Nossa Senhora da Luz dos Pinhais、松林を守護したもう我らが光の聖母）という名で登録された。おそらくこの名前が言いにくかったこともあり、次第にクリチバという名前で呼ばれるようになり、1721年に町の名称を正式に「クリチバ（Curitiba）」に変更する。クリチバという名の由来については有力説が2説あり、ひとつは、先住民が使っていたトゥピ語で「松 (coré) が多い(etuba)」という意味の Coré Etuba から転じたというもの、もうひとつは、やはりトゥピ語で、「大きな (yba) 松 (kurit)」という意味の Kurit Yba から転じたというものである。
2つの言語によるクリチバの綴りは20世紀初頭まで続き、ヨーロッパ式のCoritiba 、トゥピ・グアラニー語のCuritybaが併存した。（1909年に発足したクリチバを本拠地とするサッカークラブ『コリチーバFC』は伝統的な名前を維持することを理由に、現在の都市名とは違う名称で現在も継続している）
1842年に町に格上げとなり、1853年、サンパウロ地方が分割されたことに伴い新設されたパラナ地方の首府となった。
周辺にそれほど金鉱を有していないことが明らかとなるにつれ、黄金を求めてきた入植者たちはミナス・ジェライス地方へと移っていった。クリチバは長い間、特にこれといった産業を持たず、牧畜が盛んな南部のリオ・グランデ・ド・スルと消費地帯であるサンパウロをはじめとする以北の地域との結節点という地理的優位性から、家畜売買とその中継地として収入を得た。1867年から移民団の受け入れが始まり、イタリア人、ポーランド人、ドイツ人、ウクライナ人を中心に、ヨーロッパ、特に中東欧から多数の移民が流入することとなる。
1913年には、ブラジル初の大学となるパラナ大学（現在のパラナ連邦大学）が設置されるとともに、これもブラジル初となる路面電車が敷設された。
1960年代頃までは、あくまで地方都市の枠を出ない存在であったが、以後、政策的な成功も寄与して、商工業が発展し、ブラジルでも有数の富裕な都市となる。その躍進をもたらした都市計画について、その先進事例として世界中に広くその名を知られるようになった。1955年から1972年までの間、クリチバ市長エラスト・ゲルトナー氏（ローマ字：Erasto Gaertner)が1953年に亡くなる前に計画した癌治療病院、エラストゲルトナー病院が設立され、現在ブラジル国南部地域の最も大きい癌専門病院である。
2014 FIFAワールドカップの開催都市の一つであった。

## 人口動態
IBGE(ブラジル地理統計院:Instituto Brasileiro de Geografia e Estatística)の2010年のセンサスによれば、
クリチバ市の人種構成は、白人78.8%、混血16.9%、黒人2.8%、黄色人1.4%である。
東欧系移民が中心でクリチバのポーランド系移民の人口は欧州以外ではシカゴについで世界二位の規模であるとされ、ウクライナ系移民もブラジルで最大規模となっている。ユダヤ人も多くジャイメ・レルネル元市長もポーランド系ユダヤ人であった。日系人も4万人ほどいるとされサンパウロに次ぐ規模となっている。このような人種的な背景からブラジルでは最もヨーロッパ的な都市とされている。

## 日本との関わり

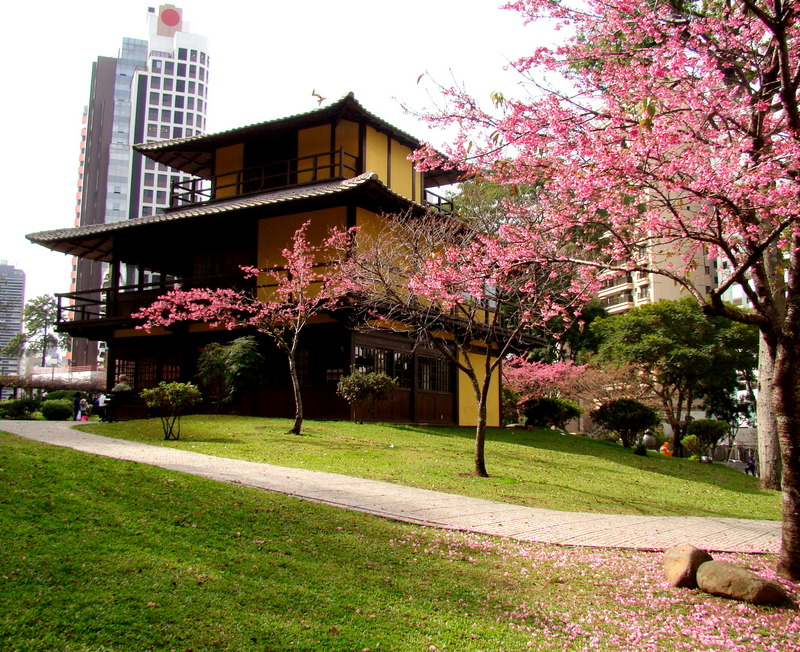
クリチバ市内の日本庭園

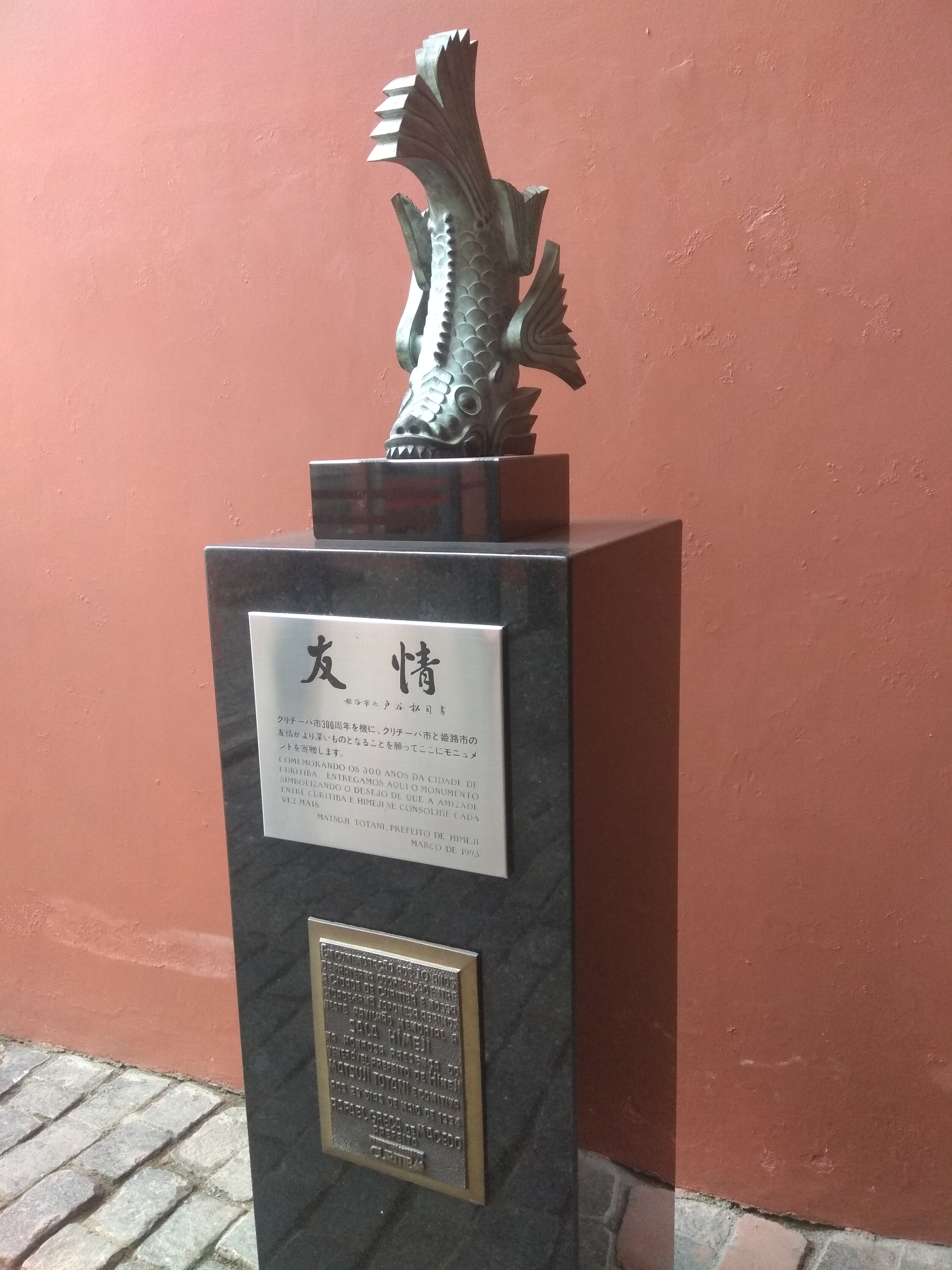
クリチバ市と姫路市の友情の記念碑

- ブラジルではサンパウロに次いで日系人が多い都市であり、その数はおよそ3万人に及ぶ。前述の都市計画にも、中村ひとし（日系1世、元クリチバ市環境局長）、カシオ・タニグチ（日系2世、イプキ所長とクリチバ市長を歴任）、ルイス・ハヤカワ（日系2世、元イプキ所長）といった日系人たちが深く関わっている。カシオ・タニグチはブラジルの州都においては日系人として初の市長である（在任:1997年-2004年）。
- クリチバ市は3つのサッカークラブチームを抱え、その内のひとつに、サッカー選手の三浦知良がブラジル修行時代に一時所属したコリチーバFCがある。また、同じくアトレチコ・パラナエンセを、京セラ（京セラドキュメントソリューションズ）が2005年から支援しており、同時に同チームの本拠地であるジョアキン・アメーリコ・グイマランイス・スタジアム（Estádio Joaquim Américo Guimarães）の命名権を京セラミタ・アメリカが取得し、同スタジアムは現在「京セラアリーナ（Kyocera Arena）」という名称となっている。
- 1984年5月14日に姫路市との間で友好都市関係を結んだ。

### 進出企業
- 東芝
- 古河電気工業
- デンソー
- 日産自動車
- 住友ゴム工業 ほか

## 主な施設と建物
クリチバの歴史的に意味のあるもののほか、都市計画などの事業を語る上で重要なもののみ取り上げる。

### 市内中心部

#### カテドラル
ノッサ・セニョーラ・ダ・ルース聖堂（Catedral Basílica Menor de Nossa Senhora da Luz）。町のランドマークとなっているゴシック様式のカテドラル。市内の中心であるチラデンテス広場に位置する。その名の通り、クリチバの守護聖人である聖母マリアに捧げられている。
クリチバが村として認められたのと同じ1693年に最初の教会が建設され、現在の建物は1876年から1893年にかけて建設されたものである。当時の市の観光政策の影響もあり、1993年に大幅な修復を施され現在まで姿をとどめる。

#### パラナ連邦大学
1913年にパラナ大学として設立された、ブラジルで最初の大学（組織としての成立は1912年12月19日）。1946年までは単科大学だったが、1951年に連邦大学（国立大学に相当）となって以後は大学院なども備えた総合大学となる。現在は、60の学科、124の専攻、41の修士課程と26の博士課程を有する。
現在も残る建物（右写真）は1913年に建設されたものであり、市内のサントスアンドラデ広場に位置し、同市のランドマークのひとつとなっている。

#### 11月15日通り
11月15日通り（Rua XV de Novembro）は市内中心部の歩行者専用の大通りである。都市計画を語る上では、同市の市民に文化的な意識変革をもたらした事例の象徴のひとつとして知られている。
1971年以前は車道であったが、当時の新任市長ジャイメ・レルネルの独断で通りの一区画が強制的に歩行者専用道路に変貌し、結果的にこれが通りの商店主をはじめ市民に好評を得たことから、現在は通りの多くの区画が歩行者専用道路となっており、同市で最大の繁華街を形成するにいたっている。（理由は都市の中心地は多数の自動車による大気汚染が発生しやすい為、その軽減を目的にしたとされている）

#### 24時間通り
24時間通り（Rua 24 horas）は長さおよそ120mの通りに24時間営業の飲食店など、34の店が軒を連ねる商店街の一種。その機能を象徴するかのごとく、通りの両端には「24時間時計」が据え付けられている。パイプを組み合わせたモダンな造りで1992年に開業した。
こうした夜間も営業する商店街（飲食店街）というのはブラジルでは珍しい試みで、市民に安心して憩えるスペースを提供するだけでなく、周辺の治安悪化に対する抑止効果も期待された。
この通りは、当時の市長ジャイメ・レルネルが日本を訪れた際、夜でも賑やかな神戸の三宮の繁華街を見て感心したことをきっかけに発案・建設された。
しかしながら試みは失敗に終わり、現在、商店街は閉鎖されて24時間時計のみが残っている。

## 主な出身者
- セルジオ・モロ
- セザーレ・ラッテス - 物理学者
- ヴァンダレイ・シウバ - 総合格闘家
- マウリシオ・ショーグン - 総合格闘家
- ムリーロ・ニンジャ - 総合格闘家
- エンリケ・ベルノルディ - F1ドライバー
- マウリシオ・グージェルミン - F1ドライバー
- ラウル・ボーセル - F1ドライバー
- リカルド・ゾンタ - F1ドライバー
- レヴィー・クルピ - サッカー選手・指導者、セレッソ大阪監督
- カイオ・フェリペ・ゴンサウベス - サッカー選手、セレッソ大阪
- チアゴ・ネーヴィス・アウグスト - サッカー選手
- アレクサンドロ・デ・ソウザ - サッカー選手
- ジュリアーノ・ヴィクトル・デ・パウラ - サッカー選手
- イザベリ・フォンタナ - ファッションモデル
- ジョアン・モレイラ - 騎手

## 歴代市長とイプキ所長

### 市長
| 年         | 名前                                                | 備考                                     |
| ---------- | --------------------------------------------------- | ---------------------------------------- |
| 1835-1838  | José Borges de Macedo                               |                                          |
| 1892-1894  | Cândido Ferreira de Abreu                           |                                          |
| 1894       | Guilherme Xavier de Miranda                         |                                          |
| 1895       | Cyro P. Veloso                                      |                                          |
| 1896       | Jorge Hermano Meyer                                 |                                          |
| 1896       | Cícero Goncalves Marques                            |                                          |
| 1897       | Ignácio de Paula França                             | 臨時                                     |
| 1897-1898  | Manoel José Gonçalves                               | 臨時                                     |
| 1897-1900  | Cícero Gonçalves Marques                            |                                          |
| 1900       | Arthur de Souza Ferreira                            |                                          |
| 1900-1907  | Luiz Antonio Xavier                                 |                                          |
| 1907-1908  | Antonio Rodrigues da Costa                          |                                          |
| 1908-1912  | Joaquim Pereira de Macedo                           |                                          |
| 1912       | João Antonio Xavier                                 |                                          |
| 1913-1916  | Cândido Ferreira de Abreu                           |                                          |
| 1916       | João Antonio Xavier                                 |                                          |
| 1916       | Claudino R. F. dos Santos                           |                                          |
| 1917-1920  | João Antonio Xavier                                 |                                          |
| 1920       | Percy Withers                                       |                                          |
| 1920-1924  | João Moreira Garcez                                 |                                          |
| 1924-1928  | João Moreira Garcez                                 |                                          |
| 1928-1930  | Eurides da Cunha                                    |                                          |
| 1930-1932  | Joaquim Pereira de Macedo                           | 1930年10月〜1932年1月                    |
| 1932       | Avelino Lopes                                       | 1932年1月〜1932年3月。市長代理           |
| 1932-1937  | João Lothario Meissner                              | 1932年2月〜1937年6月                     |
| 1937       | Nicolau Mader Junior                                | 1937年6月。市長代理                      |
| 1937       | Aluizio França                                      | 1937年6月〜1937年9月                     |
| 1937-1938  | Carlos Heller                                       | 1937年9月〜1938年1月                     |
| 1938       | Oscar Borges                                        | 1938年2月〜1938年4月                     |
| 1938-1940  | João Moreira Garcez                                 | 1938年5月〜1940年7月                     |
| 1940       | Angelo Lopes                                        |                                          |
| 1940       | Rozaldo Gomes de Mello Leitão                       | 1940年9月                                |
| 1940-1943  | (市長不在期間)                                      |                                          |
| 1943-1944  | Alexandre Beltrão                                   |                                          |
| 1945       | Alô Guimarães                                       |                                          |
| 1945       | Algacyr Munho Maeder                                |                                          |
| 1946       | João Macedo Souza                                   |                                          |
| 1947       | Angelo Lopes                                        |                                          |
| 1947       | Raul de Azevedo Macedo                              |                                          |
| 1948       | Ney Leprevost                                       |                                          |
| 1949-1951  | Linneu do Amaral                                    |                                          |
| 1951       | Amâncio Moro                                        |                                          |
| 1951       | Ernani Santiago de Oliveira                         |                                          |
| 1951       | Wallace Thadeu de Mello e Silva                     |                                          |
| 1951-1953  | Erasto Gaertner                                     |                                          |
| 1953-1954  | Dr. José Luis Guerra Rêgo                           |                                          |
| 1954       | Ernani Santiago de Oliveira                         |                                          |
| 1954-1958  | Ney Amintas de Barros Braga                         | 1954年11月15日〜1958年11月15日           |
| 19558-1961 | Iberê de Mattos                                     | 1958年11月15日〜1961年11月15日           |
| 1961       | Erondy Silvério                                     | 1961年2月20日〜1961年3月11日             |
| 1962       | Erondy Silvério                                     | 1962年8月28日〜1962年10月8日             |
| 1962-1966  | Ivo Arzua Pereira                                   | 1962年11月15日〜1966年11月16日           |
| 1966       | Erondy Silvério                                     | 1966年11月16日〜1966年12月1日            |
| 1966-1967  | Ivo Arzua Pereira                                   | 1966年12月1日〜1967年3月14日             |
| 1967       | Acyr Haffez José                                    | 1967年3月14日〜1967年3月22日。市議会議長 |
| 1967-1971  | Omar Sabbag                                         | 1967年3月22日〜1971年3月15日             |
| 1971       | Edgar Dantas Pimentel                               | 1971年3月16日〜1971年3月21日。市長代行   |
| 1971-1974  | ジャイメ・レルネル                                  |                                          |
| 1975-1979  | Saul Raiz                                           |                                          |
| 1979-1983  | ジャイメ・レルネル                                  |                                          |
| 1983-1985  | Mauricio Fruet                                      |                                          |
| 1986-1988  | ロベルト・ヘキオン Roberto Requião de Mello e Silva | 軍政崩壊後の選挙で選ばれた最初の市長     |
| 1989-1992  | ジャイメ・レルネル                                  |                                          |
| 1993-1996  | Rafael Greca de Macedo                              |                                          |
| 1997-2000  | カシオ・タニグチ Cassio Taniguchi                   | 日系人                                   |
| 2001-2004  | カシオ・タニグチ                                    |                                          |
| 2005-      | Carlos Alberto Richa                                |                                          |

### イプキ所長
| 年        | 名前                                  | 備考                           |
| --------- | ------------------------------------- | ------------------------------ |
| 1965-1966 | Jair Leal                             |                                |
| 1966-1967 | Sady Souza                            |                                |
| 1967-1968 | Luis Forte Neto                       |                                |
| 1968-1969 | ジャイメ・レルネル                    | 後のクリチバ市長、パラナ州知事 |
| 1969-1971 | Clovis Milton Lunardi                 |                                |
| 1971-1972 | Lubomir Ficinski Dunin                |                                |
| 1972-1974 | Rafael Bernardo Dely                  |                                |
| 1975-1978 | Lubomir Ficinski Dunin                | 2回目                          |
| 1978-1979 | Carlos Eduardo Ceneviva               |                                |
| 1979-1983 | カシオ・タニグチ Cassio Taniguchi     | 後のクリチバ市長               |
| 1983      | Osvaldo Navaro Alves                  |                                |
| 1983-1984 | Alcidino Bittencourt Pareira          |                                |
| 1983-1985 | Acácio Biu                            |                                |
| 1985      | Alcidino Bittencourt Pereira          | 2回目                          |
| 1985-1986 | Omar Akel                             |                                |
| 1986      | Edemar Meissner                       |                                |
| 1987-1988 | Adhail Sprenger Passos                |                                |
| 1989-1994 | カシオ・タニグチ                      | 2回目                          |
| 1994      | Rafael Bernardo Dely                  | 2回目                          |
| 1994-1996 | Mauro José Magnabosco                 |                                |
| 1997-1999 | Osvaldo Navaro Alves                  | 2回目                          |
| 1999-2004 | ルイス・ハヤカワ Luiz Masaru Hayakawa |                                |
| 2005-     | Clodualdo Pinheiro Junior             |                                |

## 姉妹都市
- クラクフ、ポーランド
- トレヴィーゾ、イタリア
- コインブラ、ポルトガル
- グアダラハラ、メキシコ
- 杭州市、中華人民共和国
- サンタ・クルス・デ・ラ・シエラ、ボリビア
- アスンシオン、パラグアイ
- モンテビデオ、ウルグアイ
- 水原市、大韓民国
- 姫路市、日本
- リヨン、フランス
- オーランド、アメリカ合衆国